# حجم
الحجم هو مقياس فيزيائي لقياس الحيز الذي يشغله جسم ما - حقيقي أو تخيلي - في المكان، ويختلف عن المساحة بأنها مقياس لحيز ثنائي الأبعاد، بنيما الحجم هو مقياس لحيز ثلاثي الأبعاد. فلحساب حجم مكعب مثلا نضرب مساحة أحد أوجهه في الارتفاع . والحجم لا يرتبط بالكتلة أو الوزن، بل هو خاصية مستقلّة من خواص المادة. فالحجم هو ليس إلا المساحة التي يتوزع عليها الجسم، فإن كانت كثافته عالية فسوف تكون كتلته كبيرة بالرغم من صغر حجمه. وهكذا فيُمكن للحجم مع الكثافة تحديد الكتلة، لكن لا قيمة له وحده في حساب الكتلة. أما الوزن فهو ليس إلا قوة الجذب التي تخضع لها الأجسام، فهو يختلف من مكان لآخر. فمثلاً، الأجسام على المشتري أثقل منها على الأرض، لأنها هناك تخضع لقوة جذب أكبر و الحجم يرمز له ب V
ويقاس الحجم بوحدات خاصة، فيُقال متر مكعب أو سنتمتر مكعب، أو مليميتر مكعب دلالة على أن جسماً ما حجمه يساوي حجم مكعب طول ضلعه متر أو سم واحد. وفي أمريكا وبريطانيا تستخدم وحدات: الإنش لمكعب والقدم المكعب والياردة المكعبة. هناك وحدات خاصّة أخرى تستخدم لقياس الحجم، منها المليلتر واللتر والكوب والغالون التي تستخدم لقياس حجم السوائل. ولكنها في الغالب مشتقة من وحدات الطول بشكل أو بآخر. فاللتر مثلاً، هو عبارة عن حجم مكعب طول ضلعه واحد ديسيمتر، والديسيمتر هو عبارة عن 10 سم.
حجم المكعب يقاس بالأبعاد المكانية الثلاثة: الطول والعرض والارتفاع. ويستخدم الحجم في التعبير عن أشياء حقيقية مثل الصناديق والأبنية والبحيرات مثلاً، وكل هذه الأشياء لها طول وعرض وارتفاع.
- حجم المكعب = الطول × العرض × الارتفاع أو الطول^3
- حجم متوازي المستطيلات = الطول × العرض × الارتفاع
- حجم الهرم = (مساحة القاعدة ÷ 3) × الارتفاع

## قياس حجم الأجسام

صورة تبيّن كيف سوف يرتفع مستوى الماء عند وضع الجسم غير المنتظم فيه، وحينها يُمكن قياس مدى ارتفاع مستوى الماء لمعرفة حجم الجسم.

يُمكن قياس حجم جسم صلب مكعب أو متوازي مستطيلات بضرب طوله بعرضه بارتفاعه (ح = ل x ض x ع). وبالإمكان حساب حجم الأجسام الصلبة المخروطية بحساب مساحة قاعدة المخروط (رأس المخروط هو الجزء المدبب وليس القاعدة) ثم حساب ارتفاعه، ثم ضرب الرقمين معاً، وأخيراً تقسيم الناتج على 3. ويكون الناتج هو حجم المخروط. ويتم حساب حجم الهرم بحساب مساحة قاعدته أولاً، وذلك يتم بضرب عرضها بطولها. ثم يُضرب الناتج بارتفاع الهرم. وأخيراً يقسّم الناتج على 3، ويكون الناتج هو حجم الهرم.
ويتم حساب حجم الأجسام الاسطوانية بنفس الطريقة، باستثناء الخطوة الأخيرة (التقسيم على 3). حيث تضرب مساحة قاعدتها بارتفاعها فيكون الناتج هو حجم الاسطوانة. أما الأجسام الصلبة الكروية فيقاس حجمها بالقطر، وهو طول خط وهمي يمر عبر وسط الكرة من أحد قطبيها إلى الآخر. وبالإمكان قياس القطر بقياس محيط الكرة من وسطها، ثم يُصبح الأمر سهلاً بما أن قطر الكرة يُشكل 7 أجزاء من 22 من محيطها من الوسط. وأيضاً يُمكن غمر الكرة أو جزء منها (ربعها أو ثلثها مثلاً) في الماء ثم قياس مدى ارتفاع مستواه.
وبالنسبة للأجسام الصلبة غير منتظمة الشكل فيصعب قياس حجمها. لكن يُمكن ذلك في حال كان الجسم صغيراً. فلقياس حجم جسم صلب صغير غير منتظم الشكل، يُوضع في وعاء لقياس حجم الماء، ويجب أن يكون الوعاء معباً مسبقاً بمقدار مُقاس الحجم من الماء ويكفي لغمر الجسم كله. وبعد ذلك يؤخذ الحجم الذي يُبينه الوعاء لما فيه، ويُطرح منه حجم الماء المقاس سابقاً، فيكون الباقي هو حجم الجسم.
ويتم قياس حجم السوائل بوضعها في وعاء يُبين حجم السائل عند كل مستوى فيه، أو وضعها في وعاء ثم قياس حجمه. أما بالنسبة للغازات فهي لا تملك حجماً ثابتاً أصلاً، فيُمكن بسهولة بالغة أن تنضغط الغازات في أماكن صغيرة.